# 倉木麻衣×名探偵コナン COLLABORATION BEST 21 -真実はいつも歌にある!-
『倉木麻衣×名探偵コナン COLLABORATION BEST 21 -真実はいつも歌にある!-』（くらきまい めいたんていコナン コラボレーション ベスト 21 しんじつはいつもうたにある）は、青山剛昌の漫画を原作とするアニメ『名探偵コナン』の倉木麻衣によるテーマソングのみを収録した初のコラボレーション企画によるベスト・アルバム。2017年10月25日にNORTHERN MUSICより発売された。

## 概要
劇場版『名探偵コナン』シリーズ第21作『名探偵コナン から紅の恋歌』の主題歌としてリリースされた「渡月橋 〜君 想ふ〜」をもって、倉木麻衣の担当する『名探偵コナン』のテーマソングが同一作品の主題歌としては最多記録となる21作品になった。本作は、2017年7月25日に彼女が「同じアーティストにより歌われたアニメシリーズのテーマソング最多数」としてギネス世界記録に認定されたことを受け、これを記念する形で同年10月25日に発売され、倉木の担当した『コナン』のテーマソング21曲すべてがリマスタリング音源にて収録された。
本作が製作された経緯について、倉木は「ギネス世界記録に申請させていただいた時から、本当にたくさんの方からその21曲すべてを入れたアルバムを作ってほしいとのご要望をいただき、皆さんへの感謝の気持ちと引き続きコナンくんを応援していきたいという気持ちを込めてリリースさせていただくことになりました」と述べ、本作のタイトルについても「当初は『倉木麻衣×名探偵コナン COLLABORATION BEST 21』だったのですが、コナン愛の強いスタッフが『-真実はいつも歌にある！-』部分を勝手に付けてしまった」と述べている。
倉木関連としてのアルバム作品は、同年2月に発売された11thアルバム『Smile』以来8か月ぶりであり、ベストアルバム作品としては、『MAI KURAKI BEST 151A -LOVE & HOPE-』以来3年ぶりとなる。また、『コナン』関連としての企画作品は同年3月に発売された劇場版コンピレーション集『劇場版 名探偵コナン 主題歌集 〜“20”All Songs〜』に続き、7か月ぶりとなる。
初回限定盤には、オープニングとエンディング及び、劇場版に使用された映像をノンテロップとして21曲が収録されたDVDが付属される。また、「購入者のみのお楽しみ オリジナル描き下ろしイラスト アナザージャケット」が豪華特典として封入されている。
2019年1月2日には数量限定でスペシャルパッケージバージョンが発売されている。このスペシャル版には初回盤のCDとDVDの他に「倉木麻衣ありがとうメッセージ」が封入されている。
2021年3月6日、同アニメの放送開始から1000回を記念して配信されたシングル『ZEROからハジメテ』のリリースに合わせて、本アルバムに収録の全24曲と、2019年リリースのシングル「きみと恋のままで終われない いつも夢のままじゃいられない/薔薇色の人生」が初の主要定額制サブスクリプション及び、ストリーミング配信が一斉に解禁された。

## チャート成績
本作は推定売上枚数3,863枚を記録し、発売翌日のオリコンチャートのデイリーランキングで3位を獲得しており、週間ランキングでも推定売上枚数25,819枚で初登場4位を記録した。発売2週目にも推定売上枚数8,520枚で週間ランキングにて11位を記録した。2週目の順位としては、2009年の『ALL MY BEST』で記録した4位以来の高順位となっている。また、2017年10月度の月間ランキングでも推定売上枚数34,339枚で11位にランクインし、翌11月度の月間ランキングでも推定売上枚数14,220枚で21位にランクインしている。
また、本作はBillboard JapanによるBillboard JAPAN Hot Albumsでも初登場で週間4位を記録し、Billboard Japan Top Album Salesでは2017年度の年間86位を獲得している。

## 収録曲

### DISC 1
1. Secret of my heart [4:27]
3rdシングル。
  - 2000年2月 - 8月度 エンディングテーマ
2. Start in my life [5:11]
7thシングル「冷たい海／Start in my life」の2曲目。
  - 2001年1月 - 5月度 エンディングテーマ
3. always [4:09]
9thシングル。
  - 2001年5月 - 8月度 エンディングテーマ
  - 2001年度劇場版第5作『名探偵コナン 天国へのカウントダウン』主題歌
4. Winter Bells [4:39]
11thシングル。
  - 2001年11月 - 2002年3月度 初代オープニングテーマ
5. Time after time〜花舞う街で〜 (theater version) [4:12]
15thシングル。本作にはシングルバージョンではなく、劇場版用に使用されたアルバムバージョンで収録されている[注 2]。
  - 2003年度劇場版第7作『名探偵コナン 迷宮の十字路』主題歌
6. 風のららら [4:22]
17thシングル。本作にはテレビアニメで使用された音源 (TV on-air version) ではなく、シングルバージョンで収録されている。
  - 2003年1月 - 8月度 オープニングテーマ
7. Growing of my heart [4:23]
22ndシングル。本作には6thアルバム『DIAMOND WAVE』収録のアルバムバージョンで収録されている。
  - 2005年10月 - 12月度 オープニングテーマ
8. 白い雪 [4:49]
25thシングル。
  - 2006年12月 - 2007年4月度 エンディングテーマ
9. 一秒ごとに Love for you [3:59]
29thシングル。
  - 2008年6月 - 9月度 オープニングテーマ
10. Revive [4:39]
31stシングル「PUZZLE／Revive」収録曲。
  - 2009年1月 - 3月度 オープニングテーマ

### DISC 2
1. 渡月橋 〜君 想ふ〜 [4:06]
41stシングル。アルバム初収録で、後にリリースされたコンセプトアルバム『君 想ふ 〜春夏秋冬〜』にも収録されている。
  - 2017年度劇場版第21作『名探偵コナン から紅の恋歌』主題歌
  - 2017年10月 -  12月度 エンディングテーマ
2. YESTERDAY LOVE [4:57]
初のVRシングル（3rd DVDシングル）。
  - 2017年1月 - 6月度 エンディングテーマ
3. SAWAGE☆LIFE [3:22]
配信限定シングル。
  - 2016年7月 - 12月度 エンディングテーマ
4. DYNAMITE [3:22]
3rdベストアルバム『MAI KURAKI BEST 151A -LOVE & HOPE-』収録曲。
  - 2014年11月 - 2015年3月度 オープニングテーマ
  - 番外編『名探偵コナン 江戸川コナン失踪事件 〜史上最悪の2日間〜』主題歌
5. 無敵なハート [3:25]
40thシングル「無敵なハート／STAND BY YOU」収録曲。
  - 2014年9月 - 12月度 エンディングテーマ
6. TRY AGAIN [4:27]
39thシングル。
  - 2013年1月 - 4月度 オープニングテーマ
7. 恋に恋して [4:11]
38thシングル「恋に恋して／Special morning day to you」の1曲目。
  - 2012年9月 - 2013年2月度 エンディングテーマ
8. Your Best Friend [5:53]
37thシングル。
  - 2011年9月 - 2012年1月度 エンディングテーマ
9. Tomorrow is the last Time [3:58]
9thアルバム『FUTURE KISS』収録曲。
  - 2010年9月 - 12月度 エンディングテーマ
10. SUMMER TIME GONE [4:17]
34thシングル。
  - 2010年8月 - 12月度 オープニングテーマ
11. PUZZLE [3:57]
31stシングル「PUZZLE／Revive」収録曲。
  - 2009年度劇場版第13作『名探偵コナン 漆黒の追跡者』主題歌

### DVD（初回限定盤のみ）
- 全収録曲のアニメ OP & ED + 劇場版エンドロール映像のノンテロップ映像[注 1]